# Luigi Lucioni
Luigi Lucioni (4 de novembre de 1900 a 22 de juliol de 1988) va ser un pintor nord-americà d'origen italià. Va viure i va treballar principalment a la ciutat de Nova York, però també va passar temps treballant a Vermont.
Les seves natures mortes, paisatges i retrats eren coneguts pel seu realisme, per les formes dibuixades amb precisió i superfície de la pintura llisa. Igual que molts dels seus companys regionalistes, el seu treball es comercialitzà a través d'artistes associats nord-americans a Nova York. El 1915 va guanyar un concurs que li va permetre assistir a la Cooper Union. Entre els honors recents, destaca el retrat de Paul Cadmus fet per Lucioni, que es va incloure a lac mostra del Museu de Brooklyn "Youth and Beauty: Art of the American Twenties" ("Joventut i Bellesa: Art dels anys vint americans") (hivern 2010-2011) i que es va fer servir per al cartell de l'exposició.